# Fanendo Adi
Fanendo Adi (Lagos, Nigeria, 10 de octubre de 1990) es un futbolista nigeriano. Juega de delantero.

## Selección nacional
Fue internacional por Nigeria sub-23 en dos encuentros en 2011. En marzo de 2016 fue citado para formar parte de la selección de Nigeria por los encuentros clasificatorios a la Copa Africana de Naciones 2017 contra Egipto, sin embargo no debutó.

## Estadísticas
Actualizado al último partido disputado el 15 de octubre de 2020.
| Metalurg Donetsk · Ucrania |               |               |     |    |    |   |    |     |     |    |
| 1.ª | 2010-11       | 9             | 1   | -  | -  | - | -  | 9   | 1   |    |
| Total club | Total club    | 9             | 1   | 0  | 0  | 0 | 0  | 9   | 1   |    |
| Tavriya · Ucrania |               |               |     |    |    |   |    |     |     |    |
| 1.ª | 2011-12       | 9             | 1   | -  | -  | - | -  | 9   | 1   |    |
| Total club | Total club    | 9             | 1   | 0  | 0  | 0 | 0  | 9   | 1   |    |
| Dinamo de Kiev · Ucrania |               |               |     |    |    |   |    |     |     |    |
| 1.ª | 2011-12       | 3             | 0   | 1  | 1  | 0 | 0  | 4   | 1   |    |
| Total club | Total club    | 3             | 0   | 1  | 1  | 0 | 0  | 4   | 1   |    |
| Trenčín · Eslovaquia |               |               |     |    |    |   |    |     |     |    |
| 1.ª | 2012-13       | 16            | 3   | -  | -  | - | -  | 16  | 3   |    |
| 1.ª | 2013-14       | 3             | 7   | -  | -  | 4 | 3  | 7   | 10  |    |
| Total club | Total club    | 19            | 10  | 0  | 0  | 4 | 3  | 23  | 13  |    |
| Copenhague Dinamarca |               |               |     |    |    |   |    |     |     |    |
| 1.ª | 2013-14       | 9             | 3   | 1  | 0  | 3 | 0  | 13  | 3   |    |
| Total club | Total club    | 9             | 3   | 1  | 0  | 3 | 0  | 13  | 3   |    |
| Portland Timbers Estados Unidos |               |               |     |    |    |   |    |     |     |    |
| 1.ª | 2014          | 24            | 9   | 2  | 0  | 4 | 2  | 30  | 13  |    |
| 1.ª | 2015          | 39            | 18  | 2  | 0  | - | -  | 41  | 18  |    |
| 1.ª | 2016          | 33            | 16  | 1  | 0  | 3 | 2  | 37  | 18  |    |
| 1.ª | 2017          | 22            | 10  | -  | -  | - | -  | 22  | 10  |    |
| 1.ª | 2018          | 9             | 3   | 1  | 0  | - | -  | 10  | 3   |    |
| Total club | Total club    | 127           | 56  | 6  | 0  | 7 | 4  | 140 | 62  |    |
| Cincinnati Estados Unidos |               |               |     |    |    |   |    |     |     |    |
| 1.ª | 2018          | 11            | 3   | -  | -  | - | -  | 11  | 3   |    |
| 1.ª | 2019          | 12            | 1   | 2  | 1  | - | -  | 13  | 2   |    |
| Total club | Total club    | 23            | 4   | 2  | 1  | 0 | 0  | 24  | 5   |    |
| Columbus Crew Estados Unidos |               |               |     |    |    |   |    |     |     |    |
| 1.ª | 2020          | 12            | 0   | 0  | 0  | - | -  | 12  | 0   |    |
| Total club | Total club    | 12            | 0   | 0  | 0  | 0 | 0  | 12  | 0   |    |
| Total carrera | Total carrera | Total carrera | 211 | 75 | 10 | 2 | 14 | 7   | 234 | 86 |
| (1) Incluye datos de la Copa de Ucrania, la Copa de Dinamarca y la US Open Cup (2) Incluye datos de la Liga Europa de la UEFA, la Liga de Campeones de la UEFA y la Liga de Campeones de la Concacaf |               |               |     |    |    |   |    |     |     |    |

## Palmarés

### Títulos nacionales
| Título   | Club             | País           | Año  |
| -------- | ---------------- | -------------- | ---- |
| Copa MLS | Portland Timbers | Estados Unidos | 2015 |